# Noddy Holder
Noddy Holder (Walsall, 15 giugno 1946) è un cantante e attore britannico.
Cantante, chitarrista e leader degli Slade, è considerato una delle voci più interessanti del panorama rock degli anni settanta. Insieme al bassista, violinista e chitarrista Jim Lea, era l'autore della maggior parte dei brani della band.

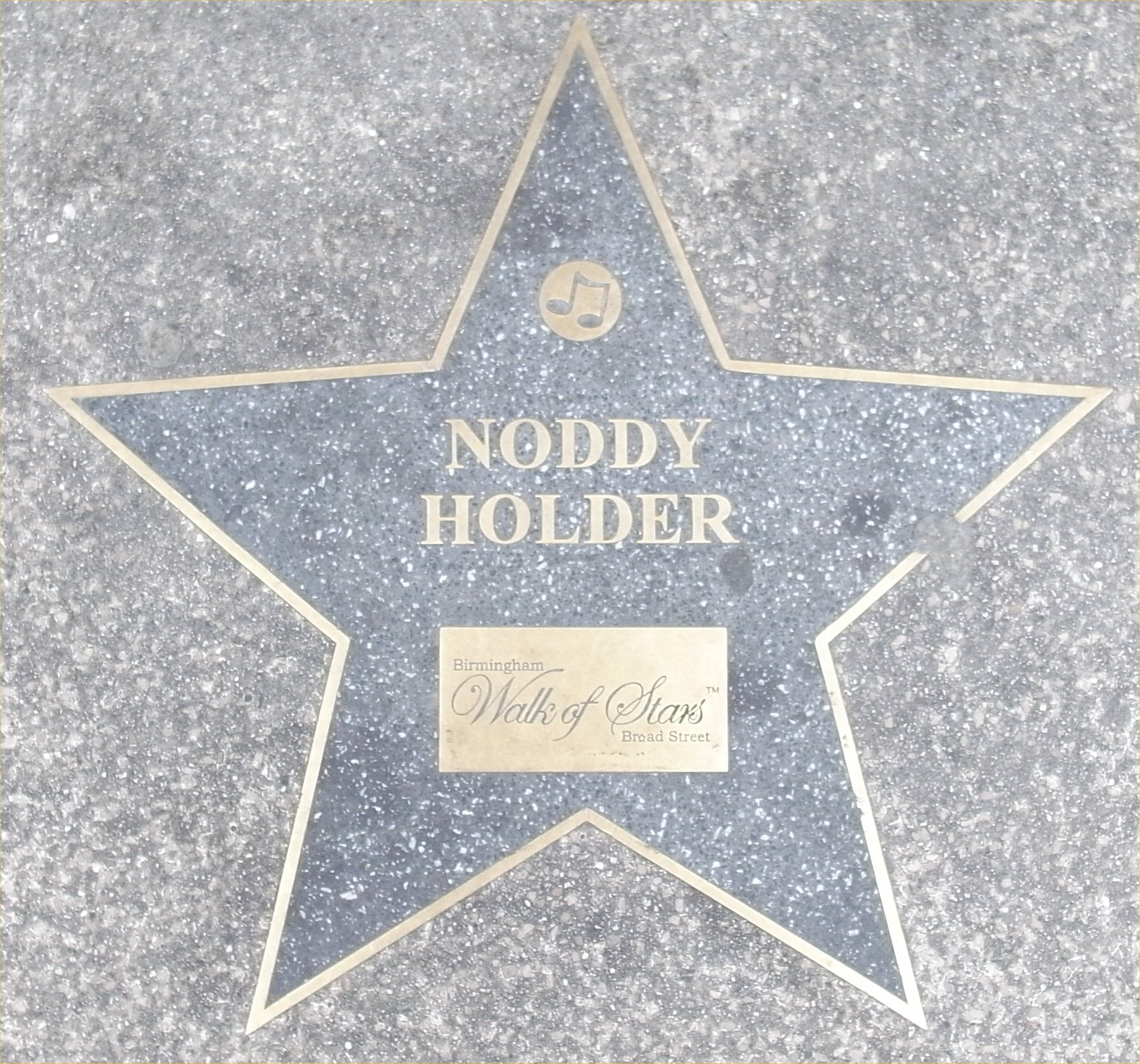
Stella celebrativa di Noddy Holder sulla Walk of Stars di Birmingham

Molto probabilmente è proprio la sua voce a dare al gruppo una originalità e una forza trainante che non aveva precedenti nei gruppi cosiddetti minori di quel periodo. La sua notevole capacità compositiva, unita a quella del bassista Lea, è uno dei fattori decisivi per il successo della band. Holder firma con Lea tutte le canzoni e le innumerevoli hit del gruppo, che rimane secondo solo ai Beatles per 45 giri piazzati nella classifica inglese.

## Biografia
Figlio di un lavavetri, superò l'Eleven plus exam e frequentò una grammar school per un anno prima della sua chiusura. In seguito frequentò la nuova T. P. Riley Comprehensive School e superò 6 esami GCE O-level. A tredici anni aveva formato un gruppo musicale di nome The Rockin' Phantoms con alcuni compagni di scuola. Con i soldi guadagnati con i primi lavori comperò una chitarra Höfner e un amplificatore. Con Steve Brett & the Mavericks iniziò la carriera di musicista professionista. La band realizzò quattro singoli per la Columbia Records.
Fu convinto dal batterista Don Powell ad entrare a far parte dei The N'Betweens, di cui facevano già parte Dave Hill, Jim Lea. I quattro avrebbero cambiato nome in Slade.
La collaborazione tra Lea e Holder, che era il frontman del gruppo, condusse gli Slade verso il successo. Il singolo più noto resta Merry Xmas Everybody, registrato nel 1973 e divenuto il sesto singolo della band a raggiungere la vetta della Official Singles Chart, il terzo degli Slade ad entrare in classifica direttamente al primo posto. Nel Regno Unito il brano, ancora molto popolare, ha venduto svariati milioni di copie.
Il gruppo si scioglie definitivamente nel 1987 e successivamente Holder diventa un personaggio di rilievo nella radio e televisione inglese.
Sposato con la produttrice televisiva Suzan Price dal 7 aprile 2004, ha un figlio, Django, nato nel gennaio 1995. Dal precedente matrimonio con Leandra, Holder ha avuto due figlie, Jessica e Charisse.